# Canthochilum ciboney
Canthochilum ciboney là một loài bọ cánh cứng trong họ Bọ hung (Scarabaeidae).